# Orde van de Grote Joegoslavische Ster
De Orde van de Grote Joegoslavische Ster (Servo-Kroatisch: Orden jugoslovenske velike zvezde, Servisch: Орден југословенске велике звезде) werd op 1 februari 1954 door maarschalk Tito gesticht als een grote orde, wat inhoudt dat er een enkele graad is die alleen aan staatshoofden en bij uitzondering aan zeer voorname personen wordt uitgereikt. De grond voor het toekennen was "speciale inspanning voor het opbouwen en versterken van de vriendschap tussen de Federale Volksrepubliek Joegoslavië en andere staten". In de praktijk werd de onderscheiding vooral tijdens staatsbezoeken uitgereikt.
De gedecoreerden droegen een rond juweel dat niet zoals gebruikelijk aan een strik van het grootlint hing maar òp die strik was gepind. De tienpuntige ster met facetten op de stralen werd op de linkerborst gedragen.
Er is ook een Orde van de Joegoslavische Ster. De Grote Joegoslavische Ster kan worden beschouwd als de Bijzondere Klasse van deze orde.

## De versierselen
Het kleinood is een ronde broche met een brede gouden rand die uit in elkaar gevlochten gouden banden en vijf lelies bestaat. Deze ornamentele rand omsluit een donkerblauw medaillon waarop de rode ster en de fakkel uit het Joegoslavische wapen waren afgebeeld. De ster in het wapen was ingelegd met tien robijnen.
Het eerste type van de op de borst te dragen zilveren ster had tien punten en het medaillon onderscheidde zich van het kleinood omdat op de gouden ring rond het medaillon tien diamanten waren gezet. De ring rond het medaillon bevatte daarnaast 42 robijnen. In veel gevallen werden synthetische stenen gebruikt.
Het vijf vingers brede lint is violet en van gewaterde zijde.
Van de ster zijn twee typen bekend. Het tweede type heeft geen gouden, maar een zilveren krans om het medaillon. Dat verschil was ook op de miniaturen op de batons te zien. Een tweede verschil is dat de robijnen in de ster zijn vervangen zijn door rode emailleschildering.

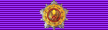
baton van de orde

## De dragers van de orde
Joegoslavië was in de jaren zestig en zeventig een in het internationale verkeer veel gezochte partner en een leider van de beweging van niet-gebonden staten. Maarschalk Tito legde dan ook veel staatsbezoeken af en hij ontving veel gasten. Een groot aantal in die jaren regerende vorsten en presidenten bezit of bezat dan ook de Orde van de Grote Joegoslavische Ster.
- Koningin Juliana der Nederlanden
- Koning Boudewijn I van België
- Koningin Elizabeth II van het Verenigd Koninkrijk
- Keizerin Farah Diba

## Voetnoten
1. ↑  {en}  Site over de orde. Paul Hieronymussen noemt op blz. 229. de datum 1 februari. Elders is ook 1 maart te vinden.
2. ↑  {en} Gezien op 13 januari 2017.